# Fenriz Presents… The Best of Old-School Black Metal
Fenriz Presents… The Best of Old-School Black Metal — сборник блэк-метал-композиций от барабанщика Darkthrone Фенриза. В нём представлены песни групп, оказавших большое влияние на блэк-метал; помимо этих коллективов, на сборнике присутствуют песни и от новых групп — Nattefrost и Aura Noir. Первоначально он также хотел включить в сборник песню Possessed, но их гитарист Ларри ЛаЛонд отказал ему.

## Восприятие
В своей рецензии от 20 октября 2004 года редколлегия немецкого журнала Rock Hard выразила недоумение подбором, как исполнителей, так и музыкального материала. По мнению журналистов, наряду с бесспорными авторитетами жанра в лице Hellhammer, Celtic Frost, Sarcófago, Bathory, Venom, стоявшими у истоков жанра, а также ранним творчеством Destruction и Sodom, вполне соответствующем названию сборника, удивительно присутствие Mercyful Fate, стилистически не вписывающиеся в заявленную стилистику. Ещё большую оторопь рецензентов вызвало включение в компиляцию лучших песен Nattefrost и Aura Noir, чей вклад в развитие стиля, в лучшем случае, ограничивается «написанием сносок в истории блэк-метала». Наконец, такие коллективы как, Bulldozer, Blasphemy и Burzum были представлены на пластинке совершенно невыразительными треками.

## Список композиций
- 01 — Blasphemy — «Winds of the Black Godz»
- 02 — Sarcófago — «Satanic Lust»
- 03 — Celtic Frost — «Dawn of Megiddo»
- 04 — Nattefrost — «Sluts of Hell»
- 05 — Mercyful Fate — «Evil»
- 06 — Sodom — «Burst Command Til’ War»
- 07 — Tormentor — «Elizabeth Bathory»
- 08 — Aura Noir — «Blood Unity»
- 09 — Destruction — «Curse the Gods»
- 10 — Samael — «Into the Pentagram»
- 11 — Bulldozer — «Whisky Time»
- 12 — Mayhem — «Freezing Moon»
- 13 — Hellhammer — «The Third of the Storms»
- 14 — Burzum — «Ea, Lord of the Deeps»[~ 1]
- 15 — Venom — «Warhead»
- 16 — Bathory — «Dies Irae»

## Комментарии
1. ↑  Название трека Burzum было взято из оригинального релиза DSP, который позже был переименован в «Ea, Lord of the Depths».